# Camisia anomia
Camisia anomia är en kvalsterart som beskrevs av Matthew J. Colloff 1993. Camisia anomia ingår i släktet Camisia och familjen Camisiidae. Inga underarter finns listade.